# Amalocichla
Amalocichla és un gènere d'aus de l'ordre dels passeriformes i la família dels petròicids (Petroicidae) que habita al pis inferior de les zones forestals de muntanya de Nova Guinea.

## Taxonomia
Es descriuen dues espècies d'aquest gènere:
- Amalocichla incerta - petroica terrestre menuda.
- Amalocichla sclateriana - petroica terrestre grossa.